# Euconocephalus afer
Euconocephalus afer är en insektsart som först beskrevs av Heinrich Hugo Karny 1907.  Euconocephalus afer ingår i släktet Euconocephalus och familjen vårtbitare. Inga underarter finns listade i Catalogue of Life.